# Otinoves

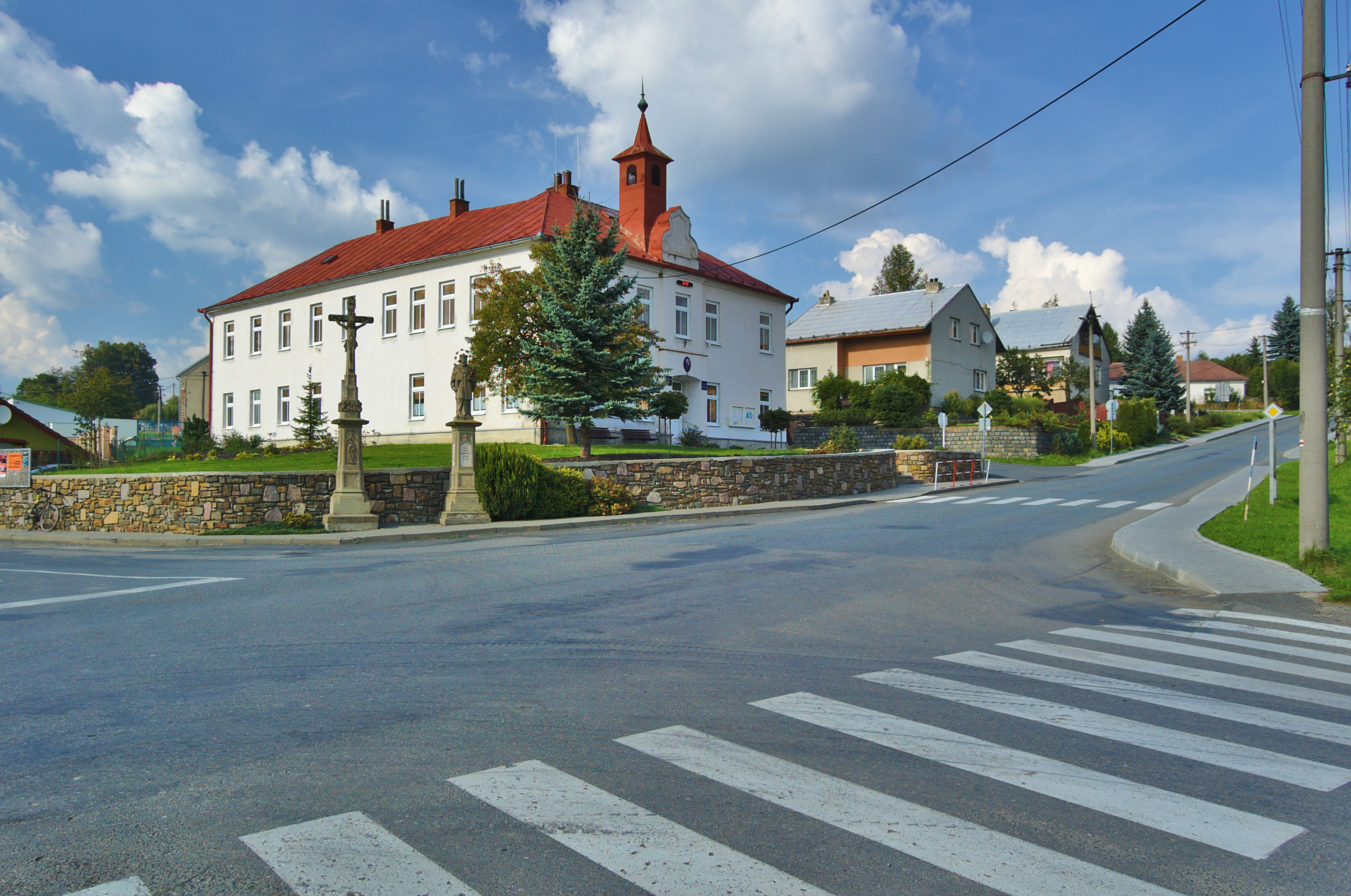
Gemeindeamt

Otinoves (deutsch Ottinowes, 1939–45 Ottenschlag) ist eine Gemeinde in Tschechien. Sie liegt zwölf Kilometer südwestlich von Plumlov und gehört zum Okres Prostějov.

## Geographie
Das Hufendorf Otinoves erstreckt sich im Drahaner Bergland am Bach Otinoveský potok, der südwestlich des Dorfes in die Bílá voda mündet. Der Bach wird in zwei Teichen angestaut; am nördlichen Ortsausgang liegt der Horní otinoveský rybník, im Unterdorf der Dolní otinoveský rybník. Durch Otinoves verläuft die Staatsstraße II/378 zwischen Drahany und Kotvrdovice. Nordöstlich erhebt sich die Horka (656 m. n.m.), im Südosten der Na Horce (599 m. n.m.), südlich der Na Skřípě (585 m. n.m.) sowie im Nordwesten der Baldovec  (628 m. n.m.).
Nachbarorte sind Niva, Repechy und Bousín im Norden, Drahany im Nordosten, Čagan, Prostějovičky und Křenůvky im Osten, Březina und Nové Sady im Südosten, Odrůvky im Süden, Rozstání im Südwesten, Baldovec, Šošůvka und Housko im Westen sowie Molenburk und Obora im Nordwesten. 

## Geschichte
Otinoves entstand wahrscheinlich in der zweiten Hälfte des 13. Jahrhunderts im Zuge der Kolonisation des Drahaner Berglandes durch die Herren von Čeblovice auf Hohlenstein. Etwa 14 bis 17 Dörfer, darunter auch Otinoves, wurden von deutschsprachigen Siedlern, die höchstwahrscheinlich aus der Gegend um Laa an der Thaya stammten, gegründet. Benannt wurde der Ort wahrscheinlich nach seinem Lokator Otton. Mit dem Tode des Hartmann von Holštejn erlosch das Geschlecht von Čeblovice 1315 im Mannesstamme und die Herrschaft Hohlenstein fiel an die böhmische Krone heim. König Johann von Luxemburg belehnte daraufhin seinen Landeshauptmann Čeněk von Leipa mit dem größten Teil der Hohlensteiner Güter; den übrigen Teil – der wahrscheinlich die Dörfer Otinoves, Hartmanice, Bohušín und Mařín umfasste – verkaufte er 1322 zusammen mit der Burg Plumlow dem Olmützer Oberstkämmerer Wok von Krawarn. Nach dem Tode des Heinrich von Krawarn übernahm 1344 dessen Onkel Peter von Rosenberg die Herrschaft Plumlow mit der Option der Rückgabe an die Herren von Krawarn, sobald Heinrichs jüngerer Bruder Beneš männliche Nachkommen habe.
Die erste schriftliche Erwähnung von Ottonschlag erfolgte in einer Urkunde vom 23. Februar 1347, in der Peter von Rosenberg die Burg Plumenau mit den zugehörigen elf Dörfern an Beneš von Krawarn und Straßnitz übergab. Dessen Sohn, Peter von Krawarn und Plumenau, überließ 1384 die Burg Plumenau mit allem Zubehör, darunter das Dorf Ottonis villa mit zwei Mühlen, dem Heralt von Kunstadt. Ab 1388 gehörte die Herrschaft wieder den Herren von Krawarn und Plumenau. Bis zu den Hussitenkriegen wurde das Dorf als Ottenschlag bezeichnet, danach findet sich nur noch der Name Ottinowes.
Mit Heinrich von Plumenau, der am 1. November 1420 in kaiserlichen Diensten bei der Einnahme Vyšehrads durch die Hussiten fiel, erlosch der Plumenauer Zweig der Herren von Krawarn; die Herrschaft fiel dem hussitischen Straßnitzer Familienzweig zu. Nachdem 1466 mit dem Tode von Georg von Krawarn und Straßnitz das Geschlecht der Herren von Krawarn im Mannesstamme erloschen war, vererbte dessen Tochter Johanna von Kunstadt die Herrschaft Plumenau 1495 ihrem Schwiegersohn Vratislav von Pernstein. Johann von Pernstein trennte Ottinowes, Hartmanitz und Rostein sowie die Wüstungen Wankus (Vaňkouš) und Swatoniuwky (Svatoňůvka) im Jahre 1592 von der Herrschaft Plumlow ab und verpfändete die Dörfer für 6000 Mährische Gulden an Bernard Drnovský von Drnovice auf Rájec, der sie 1596 für 7000 Mährische Gulden käuflich erwarb. Der Besitzer der Herrschaft Plumlow, Maximilian von Liechtenstein, kaufte 1618 die Dörfer Ottinowes, Hartmanitz und Rostein für 13.000 Mährische Gulden von den Geschwistern Katharina und Johanna Drnovská zurück und schlug sie seiner Herrschaft zu. Damit wurde Otinoves zugleich Teil des großen Majorates des Hauses Liechtenstein. Das Dorf bestand zu dieser Zeit aus 38 Anwesen und einer Schmiede, darunter neun Ganzhüfner, sechs Halbhüfner und 23 Podsedeken. Im Jahre 1767 war Ottinowes auf 83 Häuser angewachsen und hatte 442 Einwohner.
Im Jahre 1835 bestand das im Olmützer Kreis gelegene Dorf Ottinowes aus 130 Häusern mit 911 mährischsprachigen Einwohnern. Haupterwerbsquelle bildete die Landwirtschaft. Im Ort gab es eine Schule. Pfarrort war Drahan. Am 20. April 1836 erbte Fürst Alois von und zu Liechtenstein die Herrschaft. Bis zur Mitte des 19. Jahrhunderts blieb Ottinowes der Fideikommissherrschaft Plumenau untertänig.
Nach der Aufhebung der Patrimonialherrschaften bildete Otinoves / Ottinowes ab 1850 eine Gemeinde im Gerichtsbezirk Plumenau. Ab 1869 gehörte Otinoves zum Bezirk Proßnitz; zu dieser Zeit hatte das Dorf 1225 Einwohner und bestand aus 162 Häusern. Auf Kosten der Gemeinde wurde 1872 für 8000 Gulden eine neue zweiklassige Schule errichtet. Zum Ende des 19. Jahrhunderts wurde Otínoves als tschechischer Gemeindename verwendet. Die Freiwillige Feuerwehr wurde 1885 gegründet. 1893 erfolgte eine Erweiterung der Schule, die Baukosten betrugen 9000 Gulden. In den drei Schulklassen wurden im Jahre 1898 230 Kinder unterrichtet. Im Jahre 1900 lebten in Otinoves 1312 Personen; 1910 waren es 1347. Nach dem Ersten Weltkrieg zerfiel der Vielvölkerstaat Österreich-Ungarn, das Dorf wurde 1918 Teil der neu gebildeten Tschechoslowakischen Republik. Beim Zensus von 1921 lebten in den 194 Häusern von Otinoves 1226 Tschechen. 1930 bestand Otinoves aus 205 Häusern und hatte 1138 Einwohner. Von 1939 bis 1945 gehörte Otinoves / Ottenschlag zum Protektorat Böhmen und Mähren. Während der deutschen Besetzung erfolgte 1940 der Beschluss zur Erweiterung des Schießplatzes Wischau zu einem großen Truppenübungsplatz der Wehrmacht. Zu den 33 für die Errichtung des Truppenübungsplatzes Wischau zu räumenden Dörfern gehörte in der zweiten, bis 30. November 1942 zu realisierenden Etappe auch Otinoves. Die 1185 Einwohner wurden aus den 225 Häusern des Dorfes zwangsausgesiedelt und auf verschiedene Gemeinden in Böhmen und Mähren verstreut. Nach dem Ende des Zweiten Weltkrieges wurde der zerschossene und zur Hälfte zerstörte Ort wieder besiedelt. Im Jahre 1950 hatte Otinoves nur noch 517 Einwohner und bestand aus 135 Häusern. Beim Zensus von 2001 lebten in den 134 Häusern von Otinoves 296 Personen. Seit 2007 führt die Gemeinde ein Wappen und Banner.

## Wirtschaft
Die Molkerei Otinoves ist einer der Produzenten des im Drahaner Bergland seit den 1920er Jahren hergestellten Blauschimmelkäses 
Niva.

## Sehenswürdigkeiten
- Statue des hl. Johannes von Nepomuk, vor dem Gemeindeamt
- Ehemalige Schule, heute Sitz des Gemeindeamtes
- Mehrere Wegkreuze
- Gedenkstein für die Gefallenen des Ersten Weltkrieges